# Sámuel Ambrózy
Sámuel Ambrózy, cunoscut și ca Samuel Ambrosius (n. 22 martie 1748, Szielnica – d. 15 februarie 1806, Selmecbánya) a fost un scriitor, autor de scrieri teologice evanghelice maghiar.